# هوان كوريا الجنوبية
هوان (الكورية: 환) كانت العملة المستخدمة في كوريا الجنوبية في الفترة من 15 فبراير 1953 إلى 9 يونيو 1962. وقد نجحت في التغلب على الوون الكوري الجنوبي الأول وسبقت الوون الكوري الجنوبي الثاني.

## تاريخ
ونتيجة لانخفاض قيمة الوون الكوري الجنوبي الأول (من 15 وون مقابل الدولار الأمريكي في عام 1945 إلى 6000 وون مقابل الدولار في عام 1953)، قُدم الهوان في عام 1953 بمعدل 1 هوان = 100 وون. قُسم الهوان اسميًا إلى 100 جون ولكن أقل فئة صُدرت كانت 1 هوان. كما عانى الهوان من التضخم وحدثت سلسلة من التخفيضات في قيمة العملة.
| أوتاد للهوان الكوري الجنوبي | أوتاد للهوان الكوري الجنوبي   |
| تاريخ التقديم               | قيمة الدولار الأمريكي بالهوان |
| --------------------------- | ----------------------------- |
| 15 فبراير 1953              | 60                            |
| 15 ديسمبر 1953              | 180                           |
| 15 أغسطس 1955               | 500                           |
| 23 فبراير 1960              | 650                           |
| 1 يناير 1961                | 1000                          |
| 2 فبراير 1961               | 1250                          |

في عام 1962، أعيد إدخال الوون الكوري الجنوبي الثاني بمعدل 1 وون = 10 هوان، وبعد ذلك تباطأ التضخم أخيرًا.

## عملات معدنية
في عام 1959، قُدمت العملات المعدنية من فئة 10 و50 و100 هوان. لقد سُكت بواسطة دار سك العملة في فيلادلفيا.
ظلت عملات 10 و50 هوان متداولة حتى 22 مارس 1975، حيث قُبلت كما لو كانت عملات 1 و5 وون على التوالي. سُحبت العملات المعدنية من فئة 100 هوان في 10 يونيو 1962.

## الأوراق النقدية
في عام 1953، قُدمت الأوراق النقدية من فئات 1، 5، 10، 100 و 1000 هوان. طُبعت بعض هذه الأوراق النقدية في الولايات المتحدة، وكانت قيمتها باللغتين الإنجليزية والهانغولية كالوون. طُرحت الأوراق النقدية من فئة 500 هوان في عام 1956، تلتها فئة 1000 هوان في عام 1957 وفئة 50 هوان في عام 1958.

### الأوراق النقدية الأمريكية المطبوعة
تمت طباعة الأوراق النقدية الأولى من نوع هوان بواسطة مكتب الطباعة الحكومي للولايات المتحدة. جميع نقوش الهانجا والهانغول على كلا الجانبين الأمامي والخلفي لهذه الأوراق النقدية مكتوبة من اليمين إلى اليسار (الاتجاه التقليدي)، بدلاً من الاتجاه الحديث (الغربي) من اليسار إلى اليمين.
إنهم لديهم بعض العيوب الواضحة. يُكتب مصطلح " هوان" بالحروف الهانجية (圜) بينما يُكتب مصطلح " وون " بالحروف الهانجولية (원) والإنجليزية. وقد عُزيت هذه المشاكل إلى الحاجة الملحة إلى أوراق نقدية جديدة وتغيير اسم العملة، فضلاً عن القرار بتكليف الولايات المتحدة بتصنيع الأوراق النقدية الجديدة. قد يصنف محررو كتالوج الأوراق النقدية هذه الأوراق النقدية بشكل خاطئ على أنها جزء من نظام الوون القديم، مثل الكتالوج القياسي للعملات الورقية العالمية الذي وضعه ألبرت بيك.
| أوراق نقدية أمريكية مطبوعة (بالكورية)                                                                              | أوراق نقدية أمريكية مطبوعة (بالكورية) | أوراق نقدية أمريكية مطبوعة (بالكورية) | أوراق نقدية أمريكية مطبوعة (بالكورية) | أوراق نقدية أمريكية مطبوعة (بالكورية) | أوراق نقدية أمريكية مطبوعة (بالكورية)                | أوراق نقدية أمريكية مطبوعة (بالكورية) | أوراق نقدية أمريكية مطبوعة (بالكورية) | أوراق نقدية أمريكية مطبوعة (بالكورية) |
| صورة | صورة                                  | قيمة                                  | أبعاد                                 | اللون الرئيسي                         | وصف                                                  | وصف                                   | تاريخ                                 | تاريخ                                 |
| وجه العملة | يعكس                                  | قيمة                                  | أبعاد                                 | اللون الرئيسي                         | وجه العملة                                           | يعكس                                  | مشكلة                                 | انسحاب                                |
| --- | ------------------------------------- | ------------------------------------- | ------------------------------------- | ------------------------------------- | ---------------------------------------------------- | ------------------------------------- | ------------------------------------- | ------------------------------------- |
| |                                       | 1 هوان                                | 111 × 54 مم                           | لون القرنفل                           | اسم البنك ( هانجا )، القيمة ( هانغول وهانجا)         | رمز بنك كوريا                         | 17 فبراير 1953                        | 10 يونيو 1962                         |
| |                                       | 5 هوان                                | 111 × 54 مم                           | أحمر                                  | اسم البنك ( هانجا )، القيمة ( هانغول وهانجا)         | رمز بنك كوريا                         | 17 فبراير 1953                        | 10 يونيو 1962                         |
| |                                       | 10 هوان                               | 156 × 66 مم                           | أرجواني                               | اسم البنك (هانجا)، القيمة (هانغول وهانجا)، جيوبوكسون | رمز بنك كوريا                         | 17 فبراير 1953                        | 10 يونيو 1962                         |
| |                                       | 100 هوان                              | 156 × 66 مم                           | أخضر                                  | اسم البنك (هانجا)، القيمة (هانغول وهانجا)، جيوبوكسون | رمز بنك كوريا                         | 17 فبراير 1953                        | 10 يونيو 1962                         |
| |                                       | 1000 هوان                             | 156 × 66 مم                           | بني                                   | اسم البنك (هانجا)، القيمة (هانغول وهانجا)، جيوبوكسون | رمز بنك كوريا                         | 17 فبراير 1953                        | 10 يونيو 1962                         |
| These images are to scale at 0.7 pixel per millimetre. For table standards, see the جدول مواصفات الأوراق النقدية . |                                       |                                       |                                       |                                       |                                                      |                                       |                                       |                                       |

| عملات ورقية كورية مطبوعة من فئة هوان قالب:باللغة الإنجليزية | عملات ورقية كورية مطبوعة من فئة هوان قالب:باللغة الإنجليزية | عملات ورقية كورية مطبوعة من فئة هوان قالب:باللغة الإنجليزية | عملات ورقية كورية مطبوعة من فئة هوان قالب:باللغة الإنجليزية | عملات ورقية كورية مطبوعة من فئة هوان قالب:باللغة الإنجليزية | عملات ورقية كورية مطبوعة من فئة هوان قالب:باللغة الإنجليزية | عملات ورقية كورية مطبوعة من فئة هوان قالب:باللغة الإنجليزية | عملات ورقية كورية مطبوعة من فئة هوان قالب:باللغة الإنجليزية |
| صورة                                                        | صورة                                                        | قيمة                                                        | أبعاد                                                       | وصف                                                         | وصف                                                         | تاريخ                                                       | تاريخ                                                       |
| وجه العملة                                                  | وجه العملة                                                  | قيمة                                                        | أبعاد                                                       | وجه العملة                                                  | وجه العملة                                                  | إصدار                                                       | سحب                                                         |
| ----------------------------------------------------------- | ----------------------------------------------------------- | ----------------------------------------------------------- | ----------------------------------------------------------- | ----------------------------------------------------------- | ----------------------------------------------------------- | ----------------------------------------------------------- | ----------------------------------------------------------- |
|                                                             |                                                             | 10 هوان                                                     | 156 × 66 ملم                                                | Namdaemun                                                   | Haegeumgang بالقرب من Geoje                                 | 17 مارس 1953                                                | 10 يونيو، 1962                                              |
|                                                             |                                                             | 10 هوان                                                     | 156 × 66 ملم                                                | Namdaemun                                                   | Haegeumgang بالقرب من Geoje                                 | 15 ديسمبر 1953                                              | 10 يونيو، 1962                                              |
|                                                             |                                                             | 50 هوان                                                     | 149 × 66 مم                                                 | بوابة الاستقلال                                             | Yi Sun-sin تمثال برونزي، Geobukseon                         | 15 أغسطس 1958                                               | 10 يونيو، 1962                                              |
|                                                             |                                                             | 100 هوان                                                    | 156 × 66 ملم                                                | لي سونج مان                                                 | بوابة الاستقلال                                             | 18 ديسمبر 1953                                              | 10 يونيو، 1962                                              |
|                                                             |                                                             | 100 هوان                                                    | 156 × 66 ملم                                                | لي سونج مان                                                 | بوابة الاستقلال                                             | 1 فبراير 1954                                               | 10 يونيو، 1962                                              |
|                                                             |                                                             | 100 هوان                                                    | 156 × 66 ملم                                                | لي سونج مان                                                 | القيمة                                                      | 26 مارس 1957                                                | 10 يونيو، 1962                                              |
|                                                             |                                                             | 100 هوان                                                    | 156 × 66 ملم                                                | أم وطفلها يحملان دفتر حساب توفير                            | Independence Gate                                           | 16 مايو 1962                                                | 10 يونيو، 1962                                              |
|                                                             |                                                             | 500 هوان                                                    | 156 × 73 مم                                                 | لي سونغ مان                                                 | قيمة                                                        | 26 مارس 1956                                                | 10 يونيو، 1962                                              |
|                                                             |                                                             | 500 هوان                                                    | 156 × 73 مم                                                 | لي سونغ مان                                                 | قيمة                                                        | 15 أغسطس 1958                                               | 10 يونيو، 1962                                              |
|                                                             |                                                             | 500 هوان                                                    | 156 × 73 مم                                                 | سيجونغ العظيم                                               | المبنى الرئيسي لبنك كوريا]]                                 | 19 أبريل 1961                                               | 10 يونيو، 1962                                              |
|                                                             |                                                             | 1000 هوان                                                   | 166 × 73 مم                                                 | لي سونغ مان                                                 | رمز بنك كوريا                                               | 26 مارس 1957                                                | 10 يونيو، 1962                                              |
|                                                             |                                                             | 1000 هوان                                                   | 165 × 73 مم                                                 | سيجونغ العظيم                                               | الشعلة                                                      | 15 أغسطس 1960                                               | 10 يونيو، 1962                                              |

## أنظر أيضا
- اقتصاد كوريا الجنوبية
- تاريخ كوريا الجنوبية

## روابط خارجية
- Bank of Korea, 1953-1962 banknotes
- Bank of Korea, A Brief History of Korean Currency
- Bank of Korea, Currency Issue System